# Pyewacket (film)
Pour plus de détails, voir Fiche technique et Distribution.
Pyewacket est un film canadien fantastique réalisé par Adam MacDonald, mettant en vedette Laurie Holden et Nicole Muñoz.

## Synopsis
Après la mort de son père, une adolescente est forcée par sa mère instable à vivre recluse dans une maison isolée au milieu des bois. Pour échapper à sa situation, elle invoque les forces du mal, libérant l'esprit d'une sorcière. 

## Fiche technique
- Titre original : Pyewacket
- Réalisation : Adam MacDonald
- Scénario : Adam MacDonald
- Producteurs : Andrew Bronfman, Jonathan Bronfman, Lori Fischburg, Victoria Sanchez Mandryk, Jeff Sackman, Joe Sisto
- Pays d’origine : Canada
- Langue : Anglais
- Genre : Thriller, Fantastique
- Date de sortie : Canada : décembre 2017

## Distribution
- Laurie Holden : Mrs. Reyes
- Nicole Muñoz : Leah
- Chloe Rose : Janice
- Eric Osborne : Aaron
- Romeo Carere : Rob
- James McGowan : Rowan Dove
- Victoria Sanchez : La professeure
- Misha Rasaiah
- Bianca Melchior : Pyewacket
- Neil Whitely : détective
- Mikey Brisson : un lycéen